# فرودگاه منطقه‌ای کانکرد
فرودگاه منطقه‌ای کانکرد (به انگلیسی: Concord Regional Airport) یک فرودگاه همگانی بهره‌برداری هوایی است که یک باند فرود آسفالت دارد و طول باند آن ۲۲۵۶ متر است. این فرودگاه در کشور ایالات متحده آمریکا قرار دارد و در ارتفاع ۲۱۵ متری از سطح دریا واقع شده‌است.